# Арон, Василе
Василе Арон (Аарон) (рум. Vasile Aaron; 1770, Глоговец Австрийская империя (ныне коммуна Валя-Лунэу жудеца Алба (Румыния) — 1822, Сибиу, Трансильвания) — румынский поэт, переводчик, юрист.

## Биография
Сын грекокатолического священника. Учился в богословской семинарии в Блаже, затем изучал право в университете Клуже. Свободно говорил на румынском, венгерском, немецком и латыни. Поселился в Сибиу, где работал юристом и адвокатом Трансильванской епархии, стал известен тем, что брался за дела, в которых защищал права румын.
Более известен, своей поэзией (поэмами «Пирам и Фисба», «Нарцисс и Эхо»), сделавшими его весьма популярным в народе. Автор стихотворного пересказа Страстей Христовых; сатирической поэмы против пьянства «Леонат и Дорофата» (1815); дидактической поэмы «Anul cel mǎnos» (1820) и «Istoria lui Sofronim și Haritei» (1821), также ряда стихов. Среди работ, оставшихся неопубликованными после его смерти, были перевод «Энеиды» Вергилия и часть его же «Эклогов».
Видный представитель румынского просвещения. Исследовал ряд древних и средневековых сочинений.

## Память
Его именем назван район в Сибиу.